# ウバタケニンジン
ウバタケニンジン（姥岳人参、学名：Angelica ubatakensis）はセリ科シシウド属の多年草。別名、ウバダケニンジン。

## 特徴
シシウド属の中では背が低く、茎の高さは20-50cmになり、直立して上部は分枝する。 葉は互生し、葉身は長さ5-25cmになる3角状広卵形で、2-4回3出羽状複葉になり、小葉は細かく切れ込み、裂片はさらに細裂する。葉柄は長く、その基部は下部または全部が楕円状にふくらんだ鞘となる。
花期は7-9月。茎先と分枝した枝の先端に、直径4-8cmの複散形花序を少数つける。花は小型の白色の5弁花で、直径2-3mm、花弁は内側に曲がる。複散形花序の下にある総苞片は無いかあっても1個、小花序の下にある小総苞片は数個あり、線形で長さ2-6mmになる。果実は楕円形で、長さ3-4mmになり、分果にやや広い側翼があり、背隆条は脈状で3脈ある。油管は、分果の表面側の各背溝下に1個、分果が接しあう合生面に2個ある。

## 分布と生育環境
日本固有種。四国および九州の限られた山地に分布し、岩礫地に生育する。

## 名前の由来
姥岳人参の意味で、九州の祖母山（別名、姥岳）で発見されたことによる。種小名の ubatakensis も「姥岳（産）の」の意味。

## 保全状況評価
絶滅危惧IB類 (EN)（環境省レッドリスト）
2012年レッドリスト。

2007年レッドリストでは絶滅危惧II類(VU)。2000年レッドデータブックでは絶滅危惧IB類(EN)。

## ギャラリー
- 葉は細かく切れ込む。

## 下位分類
- オオウバタケニンジン Angelica ubatakensis (Makino) Kitag. var. valida Kitag.[6] - 茎の高さが85cm以上になり、葉も大きく、裂片の幅も広い変種。宮崎県に分布する[4]。環境省のレッドリスト（2012年）では絶滅危惧IA類(CR)に選定されている。